# Lilla Melodifestivalen 2012
EL Lilla Melodifestivalen 2012 fue la novena edición de la versión infantil del Melodifestivalen sueco. Se celebró el 6 de junio de 2012 en Estocolmo y fue presentado por Molly Sandén y Kim Ohlsson. La ganadora fue Lova Sönnerbo con la canción "Mitt mod" (Mi Corazón en español) y al haber ganado esta edición del Lilla Melodifestivalen, representará a Suecia en el Festival de la Canción de Eurovisión Junior 2012 que se celebrará en Ámsterdam (Países Bajos) el 1 de diciembre de 2012.

## Participantes
Lova Sönnerbo, al ser la ganadora de esta edición del Lilla Melodifestivalen, será la encargada de representar a Suecia en el próximo Festival de la Canción de Eurovisión Junior 2012.
La Unión Europea de Radiodifusión (UER) establece una serie de normas para participar en el Festival de la Canción de Eurovisión Junior 2012, entre ellas tener entre 10 y 15 años. Pero la cadena sueca SVT, establece que los participantes del Lilla Melodifestivalen no deben ser menores de 12 años ni mayores de 16 años.
| Artista            | Canción          | Traducción        |
| ------------------ | ---------------- | ----------------- |
| Mathilda Lindström | Hellre utan dig  | Mejor sin ti      |
| Moa, Kajsa, Thilda | Oemotståndlig    | Irresistible      |
| Saga Pedersen      | Om du var min    | Si tu fueras yo   |
| Lova Sönnerbo      | Mitt mod         | Mi valor          |
| Lisa Ajax          | Allt som jag har | Todo lo que tengo |
| Felicia Vårnäs     | Mitt liv         | Mi vida           |
| Ida Wachsberger    | Svarta målnet    | Nube negra        |
| Teddi Hernqvist    | Till New York    | A Nueva York      |